# 泰拔·高圖爾斯
蒂博·尼古拉·马克·高圖爾斯（法語：Thibaut Nicolas Marc Courtois，法語發音：[tibo kuʁtwa]，荷蘭語發音：[ˈtiboː kurˈtʋaː]；1992年5月11日—），是一名比利時職業足球員，司職守門員。目前效力於西甲俱樂部皇家馬德里，並擔任比利時國家足球隊副隊長。為世界球壇的現役最佳守門員之一。
庫爾圖瓦在亨克的青訓體系不斷進步，18歲的他在球隊在比利時甲組聯賽A的勝利中發揮了關鍵作用。2011年7月，他以800萬英鎊的身價加盟切爾西，並立即被租借到馬德里競技。在那裡的三個賽季中，他贏得了2012 年的歐羅巴聯賽、2013年的國王杯和2014年的西甲聯賽冠軍。他還憑藉在後兩個賽季的表現贏得了里卡多·薩莫拉獎杯，獲得了西甲最佳門將。2014年7月，庫爾圖瓦回到切爾西，在他的第一個賽季，他幫助他們贏得了聯賽杯和英超聯賽冠軍。兩年後，他贏得了英超金手套，切爾西再次奪得聯賽冠軍。2018年，皇家馬德里以3500萬英鎊簽下庫爾圖瓦，成為西甲最貴門將，超過了奧布拉克創造的紀錄。他在2020年贏得了第二個西甲冠軍和第三個薩莫拉獎杯。

## 球會

### 早年
高圖爾斯在出生地布雷球隊Bilzen V.V.開展職業生涯，當時他擔任左後衛。直到2009年，他轉投亨克並改任守門員。

### 亨克
在2009年4月，16歲341日的高圖爾斯首次為亨克一隊上陣，對手是KAA根特。2010/11賽季，他替亨克贏得聯賽錦標。而他自己亦獲得年度最佳比利時聯賽守門員及亨克年度最佳球員兩項殊榮。
值得一提的是，他在當季40場聯賽賽事只失32球，且有14場不失1球。

### 車路士
2011年7月，高圖爾斯轉投車路士並簽約5年。因為陣中已有世界級門將切赫，庫爾圖瓦與其相比年輕經驗不足所以全無上場機會，旋即被租借至馬德里競技磨練。

### 外借到馬德里體育會
加盟車路士後，高圖爾斯隨即被外借到馬德里體育會。他初次為馬體會上陣是在歐霸盃對陣塞圖巴爾足球會，其後更取代阿辛祖成正選門將。在2011年11月底的馬德里打吡中，高圖爾斯首獲職業生涯中的第一面紅牌，導致球隊輸4比1，但此次錯失並沒動搖他的正選位置。
2012年5月9日，高圖爾斯在歐霸盃對陣畢爾包不失一球，贏得第一項歐洲盃賽錦標。同年8月，他在歐洲超級盃對陣母會車路士，再染指另一項歐洲盃賽錦標。
2013/14球季，高圖爾斯在西甲最後一輪協助球隊重奪失落18年的聯賽冠軍，並打入歐冠決賽與皇家馬德里上演馬德里打吡。

### 回歸車路士
2014年夏天，高圖爾斯結束三年外借生涯，獲發在前度球會馬德里體育會穿過的13號球衣。之後他在2014/15球季的英超首戰取代捷克門將彼德·施治正選上陣，協助球隊以三比一反勝升班馬般尼，而且取代了彼德·施治的正選位置，並為球隊重奪英超冠軍。

### 轉投皇家馬德里
2018年夏天，因為其家人居住馬德里的關係，高圖爾斯拒絕向車路士續約，甚至世界盃過後缺席操練。結果在合約剩餘一年的情況下，車路士同意將高圖爾斯以3500萬歐元售予西甲球會皇家馬德里。此舉引起之前所效力馬德里體育會球迷的批評。
庫爾圖瓦轉會後的表現大不如前。2018年10月28日，他為皇家馬德里上陣出戰國家德比，結果失了5球之多。
2019-2020球季庫爾圖瓦表現大勇大熟。
2019年12月16日，庫爾圖瓦在西甲對華倫西亞一戰時，於95分鐘補時階段角球攻勢，後上頭槌助攻賓施馬入球追成一比一完場。
2020年7月5日，進行的西甲第34輪比賽中，皇家馬德里作客1比0擊敗畢爾包，此役是庫爾圖瓦在西甲2019–20賽季的第17場零封，他成為1994–95賽季法蘭西斯科·布約之後首位單賽季完成17場西甲零封的皇馬門將。
2020年7月19日，西甲收官之戰，庫爾圖瓦並沒有出場，但他還是將西甲最佳門將獎「薩莫拉獎」拿到手。庫爾圖瓦這賽季西甲出場34場，只失了20球，零封場次達到了18場，這兩項數據都是西甲門將中最好的。
這是庫爾圖瓦第3次獲得薩莫拉獎，2012-13和2013-14賽季，他曾兩次在馬德里競技拿到這一獎項，時隔6年，庫爾圖瓦再次拿到了薩莫拉獎，不過身上的球衣已經從馬德里競技換成了皇家馬德里。他也成為了第一位在皇家馬德里和馬德里競技都拿到過薩莫拉獎的球員。
對於薩莫拉獎，皇馬盼了12年的時間，上一次皇馬門將獲獎，還是2007-08賽季的伊克爾·卡西拉斯，那賽季他失了32球。隨後的12年時間裡，獲獎名單上再也沒出現過皇馬門將的名字。今天庫爾圖瓦終於給這段歷史換上了句號，也終結了馬德里競技門將揚·奧布拉克對此長達4年的統治。

2021年8月16日，庫爾圖瓦簽訂了一份為期四年的新合同，期限延至2026年。
2022年5月28日，欧洲冠軍联赛在法國聖丹尼的法蘭西體育場進行決賽，庫爾圖瓦多次撲救幫助球隊1:0小勝利物浦封王，這也是他首個歐冠冠軍，他也被评为全场最佳球员。

## 國家隊

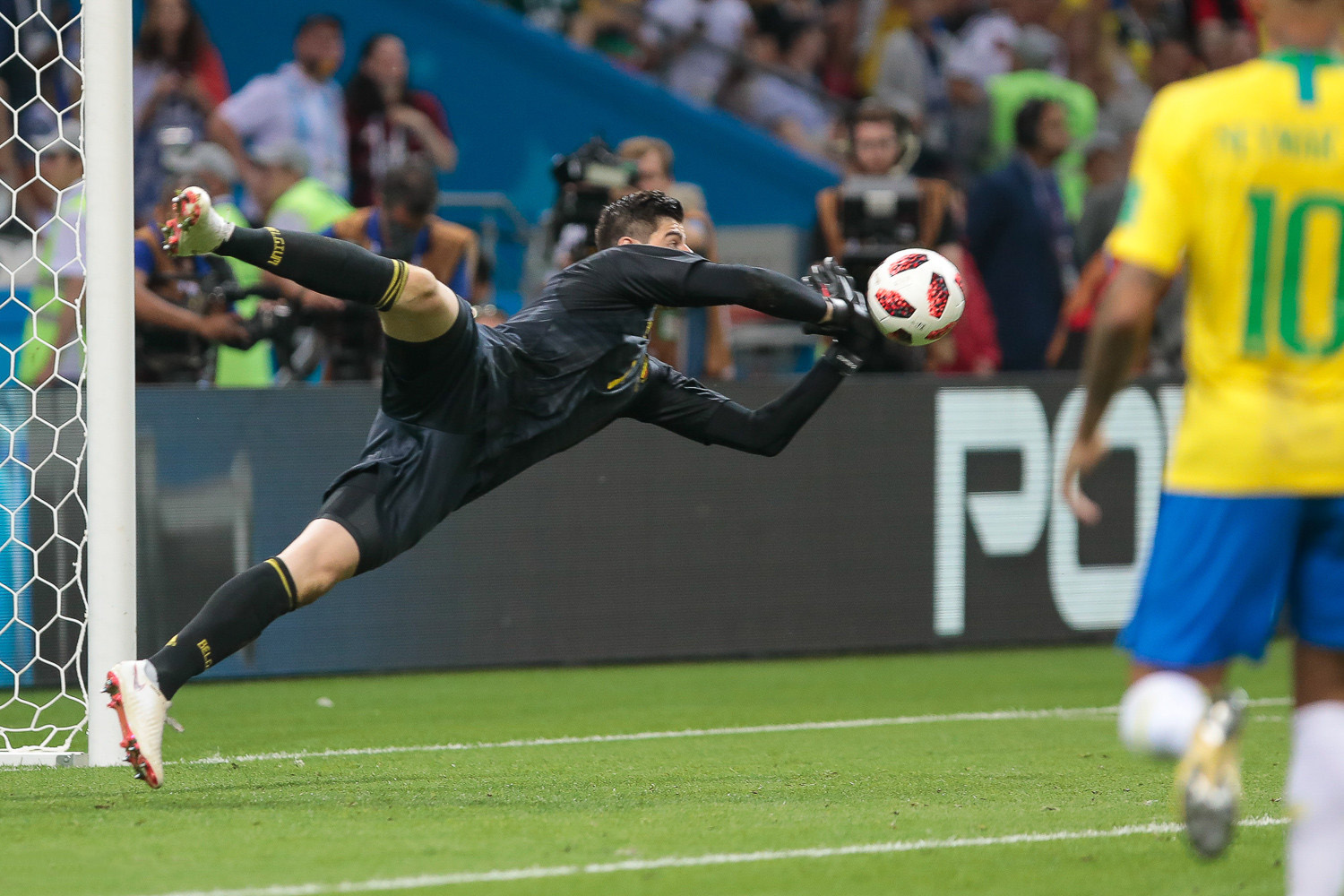
庫爾圖瓦於2018年世界盃足球賽的八強賽中撲救巴西球員的射門,最終比利時以2:1獲勝

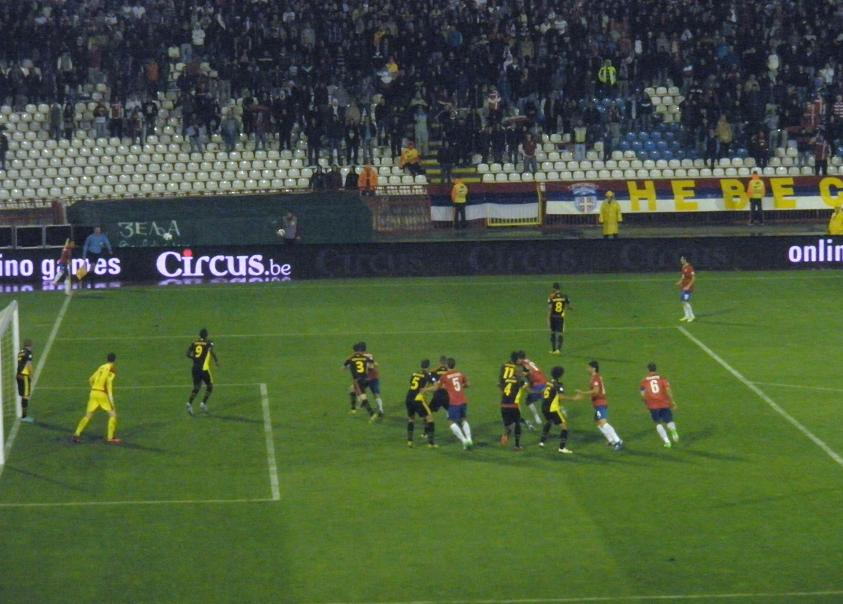
比利時於2014年世界盃資格賽面對塞爾維亞的角球

高圖爾斯於2011年首次獲比利時徵召並成為該國最年輕國家隊門將的紀錄保持者。於2014年5月，入選比利時在2014年世界盃足球賽的23人名單，但球隊於八強賽階段以0:1不敵該屆賽事亞軍阿根廷，未能踢入準決賽。
2016年歐洲國家盃的比賽中，庫爾圖瓦所屬的比利時在八強賽中意外以1:3敗給威爾士，他稱這是他職業生涯最失落的一次
。
2018年6月，比利時國家隊將高圖爾斯選入征戰2018年世界盃足球賽的23人大名單，高圖爾斯多次化解對方進攻，在7場世界盃比賽中共完成了27次撲救，撲救成功率高達81.8％，幫助比利時最終拿下季軍，並贏得該屆世界盃金手套獎。
在2020年歐洲國家盃，庫爾圖瓦仍然作為比利時的一號門將，但是在八強賽以1:2不敵該屆賽事冠軍義大利。
2022年世界盃足球賽，儘管庫爾圖瓦在小組賽兩場比賽中力保不失，仍然不足以令比利時進入淘汰賽階段。2022年12月1日，在對陣克羅地亞的世界盃比賽中，他代表比利時出場第100次，成為第一個實現這一壯舉的比利時門將。

## 足球之外

### 个人生活
库尔图瓦会说荷兰语和法语，还会说西班牙语和英语。蒂博的姐姐瓦萊麗·庫爾圖瓦是一位排球运动员，她是法國巴黎聖克勞德體育場俱樂部和比利時女子排球國家隊的自由球員（專職防守的球員）。他的父母都是排球运动员，他在小时候也玩过排球，但在他12岁的时候决定专注于足球。
2015年5月26日，庫爾圖瓦和西班牙女友瑪塔·多明格斯生下了他們的女兒阿德里亞娜。這對伴侶於2017年4月結束了他們的關係，當時多明格斯懷著他們的兒子尼古拉斯，一個月後尼古拉斯出生。
2021年7月以來，庫爾圖瓦一直與以色列模特米歇尔·格兹格交往。2023年6月26日，他們在法國坎城聖十字花園城堡結婚了。

### 在流行文化中
受到库尔图瓦2013年1月某次扑救的姿势启发，一位哥伦比亚球迷创造了一个名为“Thibauting”的新的广泛流行的社交媒体模因，以此向比利时守门员致敬。2013年11月，这个词被列入由主要的荷兰词典 Van Dale 编制的候选名单，以投票确定比利时一年中最好的新的运动/娱乐词汇，并获得了第二名。这个词汇的基础和发音与 "Tebowing" 相同，并且也类似于在2011年流行的全球 'planking' 模因。
在2021年，库尔图瓦作为愛快·羅密歐車隊的车手参加了2021F1虚拟大奖赛锦标赛。

### 争议
2014年2月，库尔图瓦因对他的国家队首发门将位置的竞争对手西蒙·米尼奧萊说出的话引发了一些争议：“你必须知道如何保持谦逊和尊重，他应该记住这一点。”尽管在之前的采访中，明格莱只是说他的志向是继续努力工作并尝试重新获得国家队的位置。
2018年4月，当时已经失业的维尔莫茨指责库尔图瓦和他的父亲蒂埃里在公布比利时阵容之前泄露了信息。他否认了这些指控。

## 生涯數據

### 俱樂部
最後更新：2021年5月22日
| 俱樂部             | 賽季     | 聯賽     | 聯賽 | 聯賽 | 國家盃賽 | 國家盃賽 | 聯賽盃賽 | 聯賽盃賽 | 歐戰 | 歐戰 | 其他 | 其他 | 總計 | 總計 |
| 俱樂部             | 賽季     | 層級     | 出賽 | 進球 | 出賽     | 進球     | 出賽     | 進球     | 出賽 | 進球 | 出賽 | 進球 | 出賽 | 進球 |
| ------------------ | -------- | -------- | ---- | ---- | -------- | -------- | -------- | -------- | ---- | ---- | ---- | ---- | ---- | ---- |
| 亨克               | 2008–09  | 比甲     | 1    | 0    | 0        | 0        | —        | —        | —    | —    | —    | —    | 1    | 0    |
| 亨克               | 2009–10  | 比甲     | 0    | 0    | 0        | 0        | —        | —        | 0    | 0    | 0    | 0    | 0    | 0    |
| 亨克               | 2010–11  | 比甲     | 40   | 0    | 1        | 0        | —        | —        | 3    | 0    | —    | —    | 44   | 0    |
| 亨克               | 總計     | 總計     | 41   | 0    | 1        | 0        | —        | —        | 3    | 0    | 0    | 0    | 45   | 0    |
| 馬德里競技（租借） | 2011–12  | 西甲     | 37   | 0    | 0        | 0        | —        | —        | 15   | 0    | —    | —    | 52   | 0    |
| 馬德里競技（租借） | 2012–13  | 西甲     | 37   | 0    | 8        | 0        | —        | —        | 0    | 0    | 1    | 0    | 46   | 0    |
| 馬德里競技（租借） | 2013–14  | 西甲     | 37   | 0    | 5        | 0        | —        | —        | 12   | 0    | 2    | 0    | 56   | 0    |
| 馬德里競技（租借） | 總計     | 總計     | 111  | 0    | 13       | 0        | —        | —        | 27   | 0    | 3    | 0    | 154  | 0    |
| 切爾西             | 2014–15  | 英超     | 32   | 0    | 0        | 0        | 2        | 0        | 5    | 0    | —    | —    | 39   | 0    |
| 切爾西             | 2015–16  | 英超     | 23   | 0    | 3        | 0        | 0        | 0        | 3    | 0    | 1    | 0    | 30   | 0    |
| 切爾西             | 2016–17  | 英超     | 36   | 0    | 3        | 0        | 0        | 0        | —    | —    | —    | —    | 39   | 0    |
| 切爾西             | 2017–18  | 英超     | 35   | 0    | 1        | 0        | 1        | 0        | 8    | 0    | 1    | 0    | 46   | 0    |
| 切爾西             | 總計     | 總計     | 126  | 0    | 7        | 0        | 3        | 0        | 16   | 0    | 2    | 0    | 154  | 0    |
| 皇家馬德里         | 2018–19  | 西甲     | 27   | 0    | 1        | 0        | —        | —        | 5    | 0    | 2    | 0    | 35   | 0    |
| 皇家馬德里         | 2019–20  | 西甲     | 34   | 0    | 0        | 0        | —        | —        | 7    | 0    | 2    | 0    | 43   | 0    |
| 皇家馬德里         | 2020–21  | 西甲     | 38   | 0    | 0        | 0        | —        | —        | 12   | 0    | 1    | 0    | 51   | 0    |
| 皇家馬德里         | 總計     | 總計     | 99   | 0    | 1        | 0        | —        | —        | 24   | 0    | 5    | 0    | 129  | 0    |
| 生涯總計           | 生涯總計 | 生涯總計 | 377  | 0    | 22       | 0        | 3        | 0        | 70   | 0    | 10   | 0    | 482  | 0    |

1. ↑  包含比利時盃, 西班牙國王盃以及英格蘭足總盃
2. ↑  包含英格蘭足球聯賽盃
3. 1 2  於歐足總歐洲聯賽出賽
4. ↑  於歐洲超級盃出賽
5. 1 2 3 4 5 6 7  於歐洲冠軍聯賽出賽
6. 1 2 3  於西班牙超級盃出賽
7. 1 2  於英格蘭社區盾出賽
8. ↑  於國際足總俱樂部世界盃出賽

### 國家隊
最後更新：2025年3月20日
| 國家隊 | 年分 | 出賽 | 進球 |
| ------ | ---- | ---- | ---- |
| 比利時 | 2011 | 1    | 0    |
| 比利時 | 2012 | 6    | 0    |
| 比利時 | 2013 | 7    | 0    |
| 比利時 | 2014 | 13   | 0    |
| 比利時 | 2015 | 6    | 0    |
| 比利時 | 2016 | 14   | 0    |
| 比利時 | 2017 | 8    | 0    |
| 比利時 | 2018 | 15   | 0    |
| 比利時 | 2019 | 9    | 0    |
| 比利時 | 2020 | 2    | 0    |
| 比利時 | 2021 | 13   | 0    |
| 比利時 | 2022 | 6    | 0    |
| 比利時 | 2023 | 2    | 0    |
| 比利時 | 2025 | 1    | 0    |
| 總計   | 總計 | 103  | 0    |

## 榮譽

### 俱樂部
亨克
- 比利時足球甲級聯賽冠軍：2010–11

馬德里體育會
- 西甲冠軍：2013–14
- 西班牙國王盃冠軍：2012–13
- 歐霸盃冠軍：2011–12
- 歐洲超級盃冠軍：2012

車路士
- 英格蘭超級聯賽冠軍：2014–15、2016–17
- 英格蘭聯賽盃冠軍：2014–15
- 英格蘭足總盃冠軍：2017–18[34]

皇家馬德里
- 西甲冠軍：2019–20、2021–22、2023–24
- 西班牙超級盃冠軍：2019–20、2021–22、2023–24
- 西班牙國王盃冠軍：2022–23
- 歐冠冠軍：2021–22、2023–24
- 歐洲超級盃冠軍：2022、2024
- 世俱杯冠軍：2018、2022

### 國家隊
比利時國家隊
- 國際足總世界盃季軍：2018年[35]

### 個人
- 年度最佳比利時聯賽守門員（英语：Belgian professional football awards）：2010/11
- 列卡度森莫亞獎（英语：Ricardo Zamora Trophy）（西甲年度最佳門將）(3次)：2013年、2014年、2020年
- LEP獎（英语：LFP Awards）：2013年
- 亨克年度最佳球員：2010/11
- 歐洲體育雜誌聯盟年度最佳門將：2013/14
- 英超金手套奖：2016-17
- 世界盃金手套獎：2018
- 国际足联年度最佳阵容：2022
- 雅辛奖：2022[36]